# Шенкман, Бен
Бе́нджамин Ше́нкман (англ. Benjamin "Ben" Shenkman, род. 26 сентября 1968, Нью-Йорк) — американский актёр. Наиболее известен по роли доктора Джеримайи Сакани в телесериале USA Network «Дорогой доктор».

## Ранняя жизнь и образование
Шенкман родился в Нью-Йорке в семье Шепарда А. Шенкмана, работавшего в консалтинговой компании, и его жены Кэтрин, юриста в юридической фирме. Он окончил Брауновский университет, а затем в 1993 году получил степень магистра изящных искусств в Нью-Йоркском университете, закончив актёрскую программу Школы искусств Тиша. Сестра Шенкмана Элизабет замужем за британским публицистом Джейми Бингом, с которым у неё есть двое детей: Айви и Натани.
С 2005 года Шенкман женат на Лорен Беннет Грейлшимер.

## Карьера
Шенкман начал свою профессиональную актёрскую карьеру с небольшой роли в фильме Роберта Редфорда «Телевикторина» 1994 года и гостевой роли в телесериале «Закон и порядок», которая стала первой из семи появлений актёра в этом шоу. Он также начал работать в Американском театре-консерватории в Сан-Франциско, исполняя роль Луиса Айронса в пьесе Тони Кушнера «Ангелы в Америке» .
Во время обучения в Нью-Йоркском университете Шенкман сыграл роль Роя Кона в студийной постановке этой пьесы, а через восемь лет вновь исполнил роль Луиса Айронса в мини-сериале HBO «Ангелы в Америке», получив номинации на «Эмми» и «Золотой глобус». В 1990-е Шенкман совмещал работу в небродвейских постановках в Нью-Йорк с небольшими ролями в таких фильмах, как «Стиратель» (1996), «Осада» (1998), «Пи» (1998), «Сын Иисуса» (1999), «Навязчивый сон» (2000) и «Реквием по мечте» (2000). В 2000 году он с успехом играл в театральной постановке Манхэттенского театрального клуба пьесы «Доказательство» с Мэри-Луиз Паркер. За эту работу он получил номинацию на премию «Тони». После выхода на канале HBO мини-сериала «Ангелы в Америке» он вернулся в Манхэттенский театральный клуб с постановкой пьесы «За глаза» с Лорой Линни в 2004 году.
Шенкман продолжил строить карьеру, совмещая работу в студийных фильмах, каких как «Любовь к собакам обязательна» (2005) и «Между небом и землёй» (2005), и независимых фильмах, таких как «Так она нашла меня» (2007), «Короткие интервью с подонками» (2007), и «Несносный мальчишка» (2007). В 2010 году он появился в фильме «Сексоголик» с Майклом Дугласом и «Валентинке» с Райаном Гослингом.
Он также появился на телевидении в главной роли в телесериале 2008 года «Кентерберийский закон» с Джулианной Маргулис, а также во второстепенных ролях в таких шоу, как «Анатомия страсти», «Чёрная метка», «Схватка», «До смерти красива» и «Тушите свет». Он был задействован в недолго просуществовавшем ситкоме NBC «Шоу Пола Рейзера», которое вышло в эфир в качестве замены в мидсезоне в 2011 году. В 2012 году он присоединился к актёрскому составу телесериала USA Network «Дорогой доктор» во второстепенной роли доктора Джеримайи Сакани. В следующем пятом сезоне шоу Шенкман был включён в основной актёрский состав, играя роль Сакани до финала сериала в 2016 году.